# Julius Hoste jr.
Julius (jr.) Peter Melania Hoste, né à Bruxelles, le 7 juin 1884 et y décédé le 1er février 1954 fut un homme politique belge libéral.
Il fut docteur en droit, journaliste et propriétaire de journaux.
Il fut élu sénateur de l'arrondissement de Bruxelles (1949-mort) et ministre de l'instruction publique.
Il est inhumé au cimetière de Bruxelles à Evere.

## Sources
- Blauw Archief